# Urnieta
Urnieta est une commune du Guipuscoa dans la communauté autonome du Pays basque en Espagne.
La commune fait partie de l'Eurocité basque Bayonne - San Sebastian.

## Toponymie
Le toponyme Urnieta est formé du suffixe -eta, typique de la toponymie basque et signifiant lieu de, uni au mot urni de signification inconnue. Il existe en Navarre une ville nommée Urniza, où ce même mot est uni au suffixe -(t)za, aussi typiquement basque et qui indique l'abondance. Toutefois dans les deux cas la signification de Urni n'est pas du tout claire, puisque ce mot n'existe pas dans la langue basque actuelle. Cela étant, on a de multiples théories à ce sujet.
La plus répandue actuellement est une dérivation du nom du village de Burnieta, du mot burni qui signifie fer en basque, et dont le toponyme signifierait donc lieu avec fer. Cette hypothèse a été proposée par Justo Gárate et a eu, entre autres, le soutien de Julio Caro Baroja. Elle a toutefois été rejetée par un autre philologue prestigieux, Koldo Mitxelena, qui a démontré que burni est une variante moderne de burdin et que ce mot est généralement celui qui apparaît toujours dans les composés toponymiques du mot fer. On ne peut pas non plus justifier une relation étroite entre Urnieta et le mot fer, puisqu'il n'y a pas de certitude de l'existence de veines de ce minéral à Urnieta, et bien que le village ait eu une importante forge, celle-ci était située loin de son centre, dans l'actuelle Lasarte-Oria.
D'autres ont cherché à mettre en rapport le nom du village avec ur (eau). De nombreux auteurs du XIXe siècle (Sebastián Miñano, Juan Ignacio Iztueta, Nicolás de Soraluce, etc.) répètent l'hypothèse que le nom Urnieta était une déformation de Uroneta, terme qui signifie lieu de bonnes eaux. Ce nom serait dû au fait que sur le territoire d'Urnieta abondent les sources et ruisseaux. Bien que cette explication ne soit pas insensée, elle appartient plutôt au terrain des étymologies populaires qu'à celui des études philologiques sérieuses.
D'autres étymologies ont été cherchées pour le nom du village, comme le commente Teresa Amuategi dans son livre sur l'Urnieta, paraje de terrenos ondulados de lur uhin-eta : lieu abondant dans des collines ou hauteurs de muino-eta, ou bien d'autres en rapport avec la condition d'Urnieta comme halte sur le chemin dans une des voies médiévales secondaires du Chemin de Saint Jacques.
Le nom s'écrit de la même manière en castillan et en basque (euskera). Le gentilé est urnietarra (en basque), commun pour les hommes et les femmes.

## Personnalités liées à la commune
- María José Sardón (1973): judoka. Neuf fois champion d'Espagne. Pratique également le sport basque de lever de pierre et sambo, discipline de lutte dont il est champion du monde en 2001.
- José Ignacio Liceaga (1959): politicien du Partido Nacionalista Vasco. A été maire d'Urnieta (1991-1999) et sénateur d'Espagne (2000-2001).
- José Manuel Martiarena (1946): politicien du Partido Nacionalista Vasco. a été successivement maire d'Urnieta (1979-1991), parlementaire basque (1984-86 y 1990-91), vice-conseiller de l'intérieur au gouvernement basque (1991-98), Conseiller de l'intérieur durant quelques mois (11-98/01-99) et sénateur (1999-2001).
- Lurdes Iriondo (1937-2005): auteur-interprète et écrivain.
- Plácido Múgica (1906-1982): prêtre et écrivain. Auteur de divers dictionnaires.

### Sources
- (es) Cet article est partiellement ou en totalité issu de l’article de Wikipédia en espagnol intitulé « Urnieta » (voir la liste des auteurs).